# أميرة بن كرم
أميرة عبد الرحيم بن كرم (1978 - 2016) سيدة أعمال إماراتية، تولت رئاسة مجلس إدارة مجلس سيدات أعمال الشارقة، وشغلت منصب مديرة جمعية أصدقاء مرضى السرطان، كانت أحد أعضاء مجلس المؤسسين الفخري في منتدى الشارقة للتطوع وتم انتخابها في جمعية الإمارات للأمراض الجينية وكانت عضوا في عدد من اللجان منها اللجنة العليا لجائزة الإمارات للسيدات.
- عملت في مجموعة بن كرم والتحقت عام 1997 مدير للموارد البشرية لتكون مسؤول عن أكثر من ألفي موظف فيها.
- حازت على جائزة الامتياز من قبل شركة «اتش أم اتش» لمساهمتها في قضية السرطان في الإمارات.
- تولت إدارة حملة ومبادرة القافلة الوردية وتعنى بمعالجة النساء من مرض سرطان الثدي بشكل مجاني.
- توفيت يوم 22 اكتوبر 2016 نتيجة حريق اندلع في منزل العائلة حينما فاجأتها النيران وأودت بحياتها هي ووالدتها (57) عاما، وأختها سما (40) عاما.[2]
- نعتها أم الإمارات الشيخة فاطمة بنت مبارك الكتبي وكذلك الشيخة جواهر بنت محمد القاسمي قرينة الشيخ الدكتور سلطان بن محمد القاسمي، حاكم الشارقة، وقالت الشيخة جواهر في حسابها على تويتر:[3] فقدت من ساعات انسانة عزيزة على قلبي اعتبرها ابنتي عرفتها من صغرها مع بناتي في المدرسة أحببتها كثيرا قربتها كثيرا حملت عني هم العمل، أميرة عبد الرحيم كرم شعلة نشاط ونحلة لا تعرف الكسل تحمل على عاتقها كل فكرة فكرت بها وكل توجيه تأخذه بعين الاعتبار تنجز ولا تشتكي، أعزي نفسي وأعزي كل من عائلة الفقيدة وأختها وامها وأعزي أهلها من أمها وأعزي كل من عرفها وعمل معها رحمهم الله جميعا.. أميرة سنفتقدك كثيرا".
- تم تكريم الراحلة بمنحها جائزة أوائل الإمارات لعام 2017[4]